# A-Rock ~JAM Project Best Collection XIII~
A-Rock ~JAM Project Best Collection XIII~ é a 13ª coletânea "Best Collection" do JAM Project. Como de praxe, contém músicas que o grupo fez para animes, tokusatsu e jogos eletrônicos. Foi lançada em 31 de outubro de 2018 pela Lantis e possui 15 faixas.

## Produção
Assim como em algumas coletâneas prévias, foi tomada a decisão de incluir músicas originais. Neste caso, a faixa título "A-ROCK ~Dennou Wars~".

## Recepção
O álbum chegou à 19ª posição na Billboard Japan (e à 37ª no Hot 100) e ficou três semanas no Oricon Albums Chart, chegando à 24ª posição.
O CD Journal analisou o álbum, dizendo que "de repente, eles parecem cantar músicas do Queen, o que, somado às anisons, deixou o álbum ainda mais intenso. Realmente incrível."

## Faixas
| N.º            | Título                                  | Letras                 | Música                                                 | Usada em                                     | Duração |  |
| 1.             | "A-ROCK ~Dennou Wars~"                  | Hironobu Kageyama      | H. Kageyama e R・O・N                                  |                                              | 4:55    |  |
| 2.             | "Doukoku no Kanata"                     | Masami Okui            | H. Kageyama e Hisashi Koyama                           | KAMINOKIBA -JINGA-                           | 4:03    |  |
| 3.             | "Zanzou no Revenger"                    | H. Kageyama            | Yoshiki Koyama e Makoto Miyazaki                       | One Punch-Man                                | 4:15    |  |
| 4.             | "Hagane no Warriors"                    | H. Kageyama            | H. Kageyama, Yoshichika Kuriyama e Shiho Terada        | Super Robot Wars X                           | 4:33    |  |
| 5.             | "Kami no Kiba ~The Fang of Apocalypse~" | H. Kageyama            | H. Kageyama e Hisashi Koyama                           | GARO -KAMINOKIBA-                            | 4:30    |  |
| 6.             | "ENTER THE HEROES"                      | Masaaki Endoh          | M. Endoh e R·O·N                                       | One Punch-Man                                | 4:00    |  |
| 7.             | "NEW BLUE"                              | M. Okui                | Yoshiki Koyama e S. Terada                             | Super Robot Wars V                           | 6:38    |  |
| 8.             | "The Brave"                             | H. Kageyama            | H. Kageyama, Masaki Suzuki e S. Terada                 | Yuusha Yoshihiko to Michibikareshi Shichinin | 4:31    |  |
| 9.             | "EMG"                                   | M. Okui                | H. Kitadani, Y. Kuriyama, S. Terada e Atsushi Yokozeki | GARO -VANISHING LINE-                        | 4:26    |  |
| 10.            | "THE EXCEEDER"                          | M. Endoh e H. Kageyama | M. Endoh, H. Kageyama, M. Suzuki e S. Terada           | Super Robot Wars X                           | 4:41    |  |
| 11.            | "Gouwan Punch"                          | H. Kitadani            | H. Kitadani e M. Miyazaki                              | One Punch Man                                | 4:33    |  |
| 12.            | "DRAGONFLAME"                           | M. Okui                | H. Kitadani e Kenichi Sudo                             | ZERO -DRAGON BLOOD-                          | 4:43    |  |
| 13.            | "Hitohira"                              | M. Okui                | M. Endoh e S. Terada                                   | Usuzumizakura -GARO-                         | 5:56    |  |
| 14.            | "Burning Blue ~Ao Honou no Soldier~"    | H. Kageyama            | H. Kageyama e M. Miyazaki                              | One Punch Man                                | 3:46    |  |
| 15.            | "The Oath ~Yoake no Chikai~"            | H. Kageyama            | M. Endoh e S. Terada                                   | Super Robot Wars X                           | 6:11    |  |
| Duração total: | Duração total:                          | Duração total:         | Duração total:                                         | Duração total:                               | 71:41   |  |

## Integrantes
- Hironobu Kageyama
- Masaaki Endoh
- Hiroshi Kitadani
- Yoshiki Fukuyama
- Masami Okui
- Ricardo Cruz